# Hög standard
Hög standard är ett musikalbum av Peps Blodsband, släppt 1975 på skivbolaget Sonet Records.
Albumet innehåller reggae med svenska texter, mestadels komponerad av Peps Persson själv. Bandet var därmed en av de första som introducerade reggae i Sverige. Albumomslaget var en pastisch på Abba, Abbas album från samma år; där Abba sitter i en lyxlimousin och läppjar på champagne, häller Peps Blodsband upp kaffet från termosen i sin veteranbil.
Titelspåret "Hög standard" är en av de mest kända låtarna från albumet. Låten är kritisk mot materialism och konsumtionssamhället. Den har sjungits in som cover av Magnus Uggla.
Spåret "Styr den opp" är en svensk översättning av Bob Marleys "Stir It Up". Och låten Snackelåt är en svensk tolkning av Bob Marley & The Wailers låt Talkin' Blues. 
Albumet är en av titlarna i boken Tusen svenska klassiker (2009). Skivan rankades av Sonic Magazine i juni 2013 som det 14:e bästa svenska albumet någonsin.

## Låtlista
Låtar utan uppgiven upphovsman skrivna av Peps Persson.
1. "Hög standard" – 5:16
2. "Persson ifrån stan" – 3:18
3. "Upp eller ner" – 2:23
4. "Styr den opp" ("Stir It Up" – Bob Marley, Peps Persson) – 6:42
5. "Djupt i mitt hjärta" – 2:28
6. "Den grundlurade generationen" – 4:53
7. "En och tjugofem" (Rolf Alm) – 3:50
8. "Snackelåt" (Carlton Barrett, Lecon Cogill, Peps Persson) – 5:19
9. "Kommunikationskollaps" – 3:58

## Medverkande
Musiker
- Rolf Alm – basgitarr, dragspel, bakgrundssång, percussion
- Roland Keijser – tenorsaxofon, klarinett, slagverk
- Peps Persson – sång, gitarr, munspel, slagverk, bakgrundssång
- Bosse Skoglund – trummor, sandpapper, slagverk
- Brynn Settels – orgel, piano, clavinet, synthesizer, marimba, bakgrundssång
- Torsten Eckerman – trumpet, slagverk
- Göran Weihs – slagverk, bakgrundssång

Produktion
- Sam Charters – musikproducent
- Lasse Gustafsson – ljudtekniker
- Nisse Carlin – tekniker
- Jan Hesseldal – omslagskonst
- Peter Wiking – omslagsdesign
- Bengt H Malmquist – foto

## Listplaceringar
| Lista (1975) | Topplacering |
| ------------ | ------------ |
| Sverige      | 34           |

### Fotnoter
1. 1 2  ”Hög standard”. Discogs.com. http://www.discogs.com/Peps-Blodsband-H%C3%B6g-Standard/release/2244126. Läst 2 februari 2013.
2. ↑  "PEPS FÖRST MED REGGAE I SVERIGE". Lorrelorre.blogspot.se, 2014-01. Läst 12 oktober 2014.
3. ↑  Kronström, Peter (2008-08-07): "Grunden till musikundret". Arkiverad 19 oktober 2014 hämtat från the Wayback Machine. Ystadsallehanda.se. Läst 12 oktober 2014.
4. ↑  Gradvall et al 2009, #433
5. ↑  Sonic #69, sommaren 2013
6. ↑  Placeringar på den svenska albumlistan